# Baltinglass
Baltinglass is een plaats in het Ierse graafschap Wicklow. De plaats telt 1.260 inwoners en ligt aan de Slaney.